# Aiguilles de Bavella
Aiguilles de Bavella este o arie protejată (arie de protecție specială avifaunistică — SPA) din Franța întinsă pe o suprafață de 1.873 ha, integral pe uscat.

## Localizare
Centrul sitului Aiguilles de Bavella este situat la coordonatele 41°50′00″N 9°14′00″E / 41.83333°N 9.23333°E.

## Înființare
Situl Aiguilles de Bavella a fost declarat arie de protecție specială avifaunistică în baza directivei 79/409 din 1979 referitoare la conservarea păsărilor sălbatice pentru a proteja 5 specii de animale.

## Biodiversitate
Situată în ecoregiunea mediteraneană, aria protejată nu include niciun habitat protejat.
La baza desemnării sitului se află mai multe specii protejate de  păsări (5): uliu porumbar (Accipiter gentilis arrigonii), acvilă de munte (Aquila chrysaetos), șoim călător (Falco peregrinus), zăgan (Gypaetus barbatus), Sitta whiteheadi
Pe lângă speciile protejate, pe teritoriul sitului au mai fost identificate 7 specii de păsări.